# Menticirrhus
Menticirrhus – rodzaj ryb okoniokształtnych z rodziny kulbinowatych.

## Klasyfikacja
Gatunki zaliczane do tego rodzaju:
- Menticirrhus americanus – umbryna amerykańska[potrzebny przypis]
- Menticirrhus elongatus
- Menticirrhus littoralis
- Menticirrhus nasus
- Menticirrhus ophicephalus
- Menticirrhus paitensis
- Menticirrhus panamensis
- Menticirrhus saxatilis – umbryna północna[potrzebny przypis]
- Menticirrhus undulatus – umbryna kalifornijska[potrzebny przypis]